# Elza Brandeisz
Erzsébet „Elza” Brandeisz (n. 18 septembrie 1907, Budapesta, Austro-Ungaria – d. 6 ianuarie 2018, Sopron, Győr-Moson-Sopron, Ungaria) a fost o dansatoare, profesoară și supercentenară maghiară. A fost considerată o pionieră a dansului expresionist în Ungaria. În timpul celui de-al Doilea Război Mondial, ea a ascuns mai mulți evrei în casa de vară a familiei ei din Balatonalmádi, inclusiv pe George Soros, la vârstă de 14 ani. În 1995, a fost recunoscută de Yad Vashem ca „Dreaptă între popoare”.

## Tinerețe și educație
Brandeisz s-a născut la Rust, Burgenland⁠(d), Austria la 18 septembrie 1907.  Ea a crescut la Budapesta, Ungaria, într-o familie de germani care aparținea bisericii luterane. În copilărie, ea a asistat la încoronarea lui Carol I al Austriei la Budapesta.
Între 1923 și 1928, a studiat dansul la școala Lili Kállai. În anii 1930, a studiat la Viena și la Dresda la clasa profesoarei de coregrafie Mary Wigman⁠(d).

## Carieră
Brandeisz a fost dansatoare și mai târziu profesoară cu licență de stat  într-o școală privată de dans modern condusă de Béláné Lajtai, o femeie de origine evreică. Brandeisz a fost considerată „unul dintre pionierii dansului expresionist din Ungaria”.  Competițiile de dans încă numesc răsucirea ei rapidă pe care ea a predat-o o mișcare dificilă, așa-zisa „Săritură Brandeisz”.
În timpul celui de-al Doilea Război Mondial, pentru a evita preluarea de către naziștii germani, Brandeisz a înregistrat școala lui Lajtai pe numele ei. Când Lajtai a fost mutată cu forța într-o casă cu stea galbenă, Brandeisz i-a adus mâncare și a ajutat-o să obțină o scrisoare de protecție de la ambasada portugheză. Brandeisz i-a ascuns și pe Bözsi Soros și pe fiul ei de 14 ani, György, în casa de vară a familiei ei din Balatonalmádi. După ce a emigrat în America, György și-a schimbat numele în George Soros. Familia Soros a împărțit casa cu o cameră cu tatăl, mama și sora lui Brandeisz.
În epoca postbelică, dansul a fost privit negativ de noul guvern comunist și lui Brandeisz i s-a interzis să cânte din 1948.  A început să predea gimnastică și sport în Balatonalmádi.

## Viață ulterioară
În 1963, Brandeisz s-a pensionat și a devenit ghid de muzeu în Casa Storno din Sopron, unde a lucrat până în 1978.  Ea a refuzat să fie susținută de George Soros, dar a fost susținută de asistente din inițiativa sa. În 1995, a fost onorată de Yad Vashem drept „Dreaptă între popoare”.
În ultimii ei ani a trăit în izolare în Sopron. În momentul morții ei, la 6 ianuarie 2018, Brandeisz a fost  cea mai în vârstă locuitoare a orașului, în vârstă de 110 ani.